# Municipio de Piatt
El municipio de Piatt  (en inglés: Piatt Township) es un municipio ubicado en el condado de Lycoming en el estado estadounidense de Pensilvania. En el año 2000 tenía una población de 1.259 habitantes y una densidad poblacional de 49.3 personas por km².

## Geografía
El municipio de Piatt se encuentra ubicado en las coordenadas 41°13′12″N 77°13′08″O / 41.22000, -77.21889.

## Demografía
Según la Oficina del Censo en 2000 los ingresos medios por hogar en la localidad eran de $37,596 y los ingresos medios por familia eran $41,842. Los hombres tenían unos ingresos medios de $31,101 frente a los $20,052 para las mujeres. La renta per cápita para la localidad era de $15,842. Alrededor del 8,4% de la población estaban por debajo del umbral de pobreza.